# Göran Larsson (historiker)
Göran Larsson, född 1955 i Malmö, är en svensk arkivarie, museiman och historisk författare.
Larsson, som är filosofie kandidat i historia, tjänstgjorde 1984–2001 vid Landsarkivet i Lund varefter han blev chef för Malmö stadsarkiv. Under en period 2003–2004 var han även stadens tillförordnade kulturdirektör. Mellan september 2005 och december 2014 var han chef för Malmö Museer och sedan våren 2015 innehar han en specialistroll inom Malmö kulturförvaltning.
Under sin studietid vid Lunds universitet var han mycket aktiv i studentlivet och var kurator för Kristianstads nation 1977 samt ordförande för Lunds studentkår 1979. Åren 1980–1995 förestod AFs Arkiv & Studentmuseum. För sina insatser där blev han hedersledamot i Akademiska Föreningen och invald i Uarda-akademien. Larsson har även nasifierats som näsa nr 18 i Akademiska Föreningens Nasotek.
Göran Larsson har redigerat och medverkat i ett stort antal böcker och skrifter, inte minst i student- och arkivhistoriska ämnen, men har även (tillsammans med Claes Wahlöö) skrivit två böcker om slaget vid Lund. Han har också bedrivit forskning kring det skånska generalguvernementet 1801–1809.